# گرت وبر-گیل
گرت وبر-گیل (به انگلیسی: Garrett Weber-Gale) (زادهٔ ۶ اوت ۱۹۸۵) شناگر اهل ایالات متحده آمریکا است.